# Ямпил (Виницка област)
Вижте пояснителната страница за други значения на Ямпил.
Ямпил (на украински: Ямпіль; на полски: Jampoł) е град в Украйна, Виницка област, административен център на район Ямпил. През 2015 г. има 11 336 жители.
Основан през 1600 г. Градски права в Ниските земи получил през 1985 г. В селището има укрепен замък, построен от роднина Замойски.

## Побратимени градове
- Хърлъу, Румъния